# La Revue nationale (Belgique)
Pour les articles homonymes, voir La Revue nationale.
La Revue nationale est un mensuel indépendant belge de littérature et d'histoire fondé en 1928 à Bruxelles. Son directeur et fondateur était Robert Merget (mort en 1974). 
Le sous-titre de la revue en résume l'orientation : « L'Histoire, ses mystères, ses fictions ». Avec la collaboration de Jean Groffier, Marcel Thiry de l'Académie, Jean Mergeai, Marcel Bergé et Robert Merget.